# النزهة (مكة)
حي النزهة هو حي يقع غرب مكة ويقع به أقدم المساجد القديمة والتي لها تاريخ قديم وعريق مثل مسجد الحواس، هو شارع لا يبعد كثيرا عن حي الزاهر ومنه يمكن الوصول إلى شارع يسمى الستين نتحدث عنه لاحقا وحي النزهة من الأحياء المشهورة في مكة المكرمة بكثرة المحلات التجارية منها محلات بيع وصيانة أجهزة الحاسب الآلي والأجهزة التقنية المكتبية الحديثة وكذلك المكتبات ومحلات التصوير النسائي وصالونات التجميل ومحلات بيع الزهور والحلويات بأنواعها يبعد هذا الحي عن الحرم مسافة 7.6 كم أي يستغرق للذهاب مابين 20-15دقيقة تقريبا.
يقع عند حي السلامة مكة المكرمة وطريق مكة وجدة القديم في الحدود الشمالية ،يتوسط موقعه أرقى أحياء مكة .
يتميز الحي: بوجود مكاتب هيئات حكومية، مطاعم محلية وعالمية ،ملاعب ،حدائق ،مدارس.
أهم المراكز التي تقع في الحي:
•شركة المياه الوطنية
•المؤسسة العامة للتأمينات الاجتماعية بمكة
•جهاز ابشر للخدمة الذاتية